# Долиняны (Ивано-Франковская область)
Долиня́ны (укр. Долиняни) — село в Рогатинской городской общине Ивано-Франковского района Ивано-Франковской области Украины.
Население по переписи 2001 года составляло 1015 человек. Занимает площадь 16,996 км². Почтовый индекс — 77017. Телефонный код — 03435.

## Персоналии
- Белинский, Иван Григорьевич (1811—1882) — украинский фольклорист.